# 633570 Viktorzagainov
633570 Viktorzagainov è un asteroide della fascia principale. Scoperto nel 2009, presenta un'orbita caratterizzata da un semiasse maggiore pari a 2,681613 UA e da un'eccentricità di 0,147586, inclinata di 14,702101ª rispetto all'eclittica.